# مرفأ مالي دولي
مرفأ مالي دولي بتونس يمتد على 521 هكتارا في منطقة حسيان الواقعة بين رواد وقلعة الأندلس بولاية أريانة، شمال العاصمة تونس، وسينجزه بيت التمويل الخليجي وهي مؤسسة مالية بحرينية تنوي تحويل تونس إلى مركز مالي إقليمي. ويحتوي هذا المشروع البالغة كلفته 3 مليارات ونصف من الدولارات على مركز مالي وبنكي وقطب تكنولوجي ومركز مؤتمرات ومنطقة حرة للمؤسسات المختصة في برمجيات المالية والتأمين والمحاسبة وجامعة في الاختصاصات المالية ومنطقة عمرانية وفندقين من فئة 5 نجوم ومارينا وملعب قولف. ومن المتوقع ان يحدث 16 الف موطن شغل وبدات الاشغال بالمرحلة الأولى والتي ستم بها تقسيم الأراضي
وسيكون هذا من أفضل المشاريع التي تخطط لها تونس واما عن ملعب الغولف سيكون قادر على استضافة بطولة عالمية 18 حفرة.

## مواضيع ذات علاقة
- مشاريع كبرى في تونس

## وصلات خارجية
المصادقة على مشروع قانون متعلق بالمرفأ المالي لتونس